# ニコ・バッカー
ニコ・バッカー（Nico Bakker ）は、オランダ人のオートバイフレームコンストラクターである。30年以上に渡ってバイク用の特注フレームを顧客の要望に沿って設計・製作している。

## 概略
ニコ・バッカー（Bakker FRAMEBOUW B.V. ）は次のような分野を専門としている。
- フライス加工。
- アルミ合金とチタン合金の溶接。
- スポーツカーの歪んだシャーシの修正・調整。
- スポーツカーとバイクのエキゾーストシステムの修正・加工。
- クラシックカーの部品の再生（復元）。
- バイクの修理、復元。

## 来歴
ニコ・バッカーは1967年にバイクレースでレースの世界に入った。この時の利用できるバイクの駆動部品は改善の余地を多く抱えていた。ニコはバイクのステアリング特性改善のために様々な改良を重ねた。
1968年、ドゥカティの250ccでレースをしていた。ニコはトップライダーの一人として日本製バイクを手に入れる機会を得た。
1970年にスズキの2ストローク2気筒250ccのバイクを購入。このバイクのエンジンの特性は、極端に速かったが、ハンドリングには改善の余地が多分にあると考えた。ニコは2年間スズキのバイクでレースをして、数多くの細部の改良を行ない、ステアリング特性を改善した。
1972年にはヤマハ初のプロダクション・レーサー（市販ロードレーサー）がサーキットに登場した。ニコにとっては水冷エンジンのスズキを用意する充分な理由である。そのことはさておき、電気的なエンジン点火装置として革新的な技術を具体化することによってエンジン出力は向上した。けれども、このチューニングは、バイクの駆動部品の欠陥を示すことになる。ニコはこれに対して特別な注意を払うことを余儀なくされた。これでは充分とは言えないファクトリー・フレームに対して細部の改良を加え、新しいバッカー・フレームを1972年と1973年の冬に開発し、発表した。このフレームは世界のレースシーンにおいて最高水準のものであった。
1973年、ニコは他のドライバーにいくつかのフレームの製品の供給を始めた。彼らはニコが設計・製作したフレームを使って成功した。例えば、ブット・ファン・ドルメンやジャック・ミドルブルグ、ジャコモ・アゴスチーニ、ジョニー・チェコットはニコによって製作されたフレームを使って多くの勝利を獲得した。
1985年には市販ロードレーサーRS500用フレームを片山敬済の注文を受けてワークマシンNS500用に設計変更して納入した。

## BY10
前後ともに片持ちスイングアームという特徴的なカスタムマシンで、エンジンはヤマハFZR1000用を流用していた。